# Skalborg (stacja kolejowa)
Skalborg (duń. Skalborg Station) – stacja kolejowa w Skalborg, w południowym Aalborgu, w regionie Jutlandia Północna, w Danii.
Stacja Skalborg została otwarta w 2003 roku jako część Aalborg Nærbane. Pierwotnej stacja znajdowała się 400 m dalej na północ, a została zamknięta w 1972 roku.

## Historia
Oryginalna stacja została otwarta w latach 1899-1900. Stacja ta została otwarta w celu umożliwienia mijania się pociągów jadących w przeciwnych kierunkach na wówczas jednotorowej linii kolejowej za pomocą toru mijania. Tor mijania został wydłużony wraz z otwarciem linii kolejowej Aars-Nibe-Svendstrup w 1899 roku, która korzystała z torów linii kolejowej Randers-Aalborg między stacją Svenstrup a stacją Aalborg od 1902 roku. Linia kolejowa Aars-Nibe-Svendstrup została przedłużona do Hvalpsund w 1910 roku. Linia na północ do Aalborg została podwójona 17 września 1940 roku, a linia na południe do Svendstrup została podwójona 10 grudnia 1940 roku.
Linia kolejowa Aalborg-Hvalpsund została zamknięta w 1969 roku. Samą stację zamknięto dla pasażerów w 1972 roku w ramach serii zamknięć stacji kolejowych w latach 70. Niemniej jednak, stacja została ponownie otwarta w 2003 roku jako część nowej usługi kolejowej Aalborg Commuter Rail. W 2017 roku obsługę usług kolejowych do Aalborga i Skørping przeniesiono z DSB do lokalnej firmy kolejowej Nordjyske Jernbaner.